# Motsapi Moorosi
Motsapi Moorosi (Springs, 4 maggio 1945 – Maseru, 8 febbraio 2013) è stato un velocista lesothiano.
È stato il primo atleta a rappresentare il suo paese ai Giochi olimpici.
Alle Olimpiadi del 1972, svoltesi a Monaco di Baviera, fu il portabandiera nonché l'unico rappresentante del suo paese, che partecipava per la prima volta ai Giochi. Il 31 agosto fece il suo debutto correndo la sesta batteria del primo turno dei 100 metri: fu eliminato giungendo sesto con il tempo di 10"74. Il 3 settembre riuscì a superare il primo turno dei 200 metri giungendo quarto nella batteria vinta dal futuro campione olimpico Valerij Borzov. Poche ore dopo gareggiò nei quarti di finale: il quinto posto con il tempo di 20"90 non fu sufficiente per raggiungere la semifinale.